# E82
L'E-82 forma parteix de la Xarxa de carreteres europees, concretament de les carreteres intermèdies de recorregut Est-Oest. Inicia el seu recorregut a la ciutat de Porto (Portugal) i recorre Portugal i Espanya fins a finalitzar el seu recorregut a Tordesillas (Espanya). La seva longitud és de 380km.

## Itinerari
L'E-82 es correspon en Portugal amb l'autopistes A-3, de Porto a Águas Santas, i l'A-4 , de Águas Santas a la frontera espanyola, encara en construcció. Els trams no inaugurats formen part de la IP-4.
A Espanya, el tram des de la frontera portuguesa fins a Zamora es correspon amb la N-122, la Ronda Nord de Zamora amb l'A-11, el tram des de la Ronda Nord fins a l'est de Zamora amb l'A-66, el tram de Zamora a l'A-62 amb l'A-11 i el de l'A-62 a Tordesillas amb la N-122.